# Gerrit van der Vlies
Gerrit van der Vlies (Sliedrecht, 31 augustus 1867 – Den Haag, 5 oktober 1956) was een Nederlands organist, (koor-)dirigent en religieus componist.

## Gerrit van de Vlies
Hij was zoon van Maria Winterstein en bouwvakker Pieter van der Vlies. Hijzelf trouwde in 1903 als organist/muziekdirecteur in Ede met Helena Korstina Kleinendorst (1866-1931), een predikantsdochter.
Hij leidde diverse koren in Sliedrecht en Scheveningen ("Euterpe Mannenkoor"). In Scheveningen was hij vijftig jaar organist van de Oude Kerk.
Ondertussen schreef hij ook religieuze werken:
- Twee geestelijke liederen (zangstem met piano- of orgelbegeleiding)
- Eere zij God in den Hooge (Zes nieuwe kerstliederen op oude wijzen voor een- of tweestemmig kinderkoor)
- Drie geestelijke liederen voor gemengd koor
- Twee liederen voor driestemmig vrouwenkoor met pianobegeleiding
- Impressies (vier pianostukken met titels Lentemorgen, Zomeravond, Ballade en Muzikale illustratie)
- Twee vierstemmig koren: Schep mij een rein hart en Wien heb ik nevens U.

Hij werd begraven op de Algemene Begraafplaats Kerkhoflaan. 

## Riek van der Vlies
De Oude Kerk hoefde het niet lang zonder een Van der Vlies achter het orgel te stellen. Dochter Hendrika Maria (Riek) van der Vlies (15 mei 1903-1989) nam het stokje over en luisterde in 1959 de restauratie op; ze bespeelde ook het orgel in de Nieuwe Badkapel. Zij begeleidde tevens koren. Zij behaalde haar diploma uitvoerend musicus in 1925 te Amsterdam en werd een van de weinige toonaangevende vrouwelijke organisten in Nederland, aldus De Haagsche Vrouwenkroniek uit 1931. Ze gaf orgelles, onder andere aan Loek Boogert. Vader en dochter woonden jarenlang aan de Keizerstraat 121, ook wel "De Scheveningen"(reliëf in de gevel) genoemd. Riek van der Vlies bleef ongehuwd was soroptomist.